# Tartano (torrente)
Il Tartano è un torrente della Lombardia lungo circa 15 km, che nasce nel Comune di Tartano, dopo aver attraversato la Val Tartano sfocia come affluente nel fiume Adda nei pressi della frazione di Desco, comune di Morbegno. 